# MAŤO
MAŤO (Matthias) ist ein 8-Bit-Heimcomputer des tschechoslowakischen Unternehmens TESLA. Er kam im Jahr 1989 heraus.

## Geschichte
Die gesamte Hardware wurde allein von Ivan Urda entwickelt. Dazu schrieb er ein Betriebssystem und entwickelte einen eigenen Basicdialekt. Der erste Prototyp wurde im Juli 1988 fertig und hieß zunächst noch BAPO, weitere 50 Stück wurden im Februar 1989 hergestellt. Vor dem Start der Serienproduktion im August 1989 wurde der Name in MAŤO geändert.
Wahrscheinlich im Zuge der neuen wirtschaftlichen Möglichkeiten (Samtene Revolution usw.) und um den nun im Land erhältlichen westlichen Produkten Paroli bieten zu können, wurde eine zweite Version angeboten, welche drei Computerspiele (Autorennen, Frogger, Pac-Man) integriert hatte. Die Produktion endete nach nur ca. 5.500 Einheiten im Jahre 1992.

## Technische Daten
- CPU: MHB8080A (4.164 MHz)
- RAM: 48 KB
- ROM: 16 KB
- Datensicherung: Datasette
- Anschlüsse: TV (RF), Datasette, Strom (internes Netzteil)

Er war vollständig kompatibel zum PMD 85, lediglich das Aufzeichnungsprotokoll wurde geändert. Das Gerät wurde entweder fertig montiert oder als Bausatz ausgeliefert und hatte ein von Ivan Urda geschriebenes BASIC namens BASIC-G.

## Zubehör
Als Zubehör konnte ein Kassettenrekorder als Datasette angeschlossen werden. Weiterhin war ein Joystick erhältlich.

## Emulator
Man kann den MAŤO, neben anderen tschechoslowakischen Rechnern, auch auf modernen Hardware mittels des Emulators TESLA PMD 85 ausprobieren.